# Virgin Classics
La Virgin Classics è una etichetta sussidiaria della EMI specializzata nella produzione di dischi di musica classica.

## Storia
La Virgin Classics nasce come etichetta facente parte della Virgin Records per la produzione di dischi di musica classica.  A capo della Virgin Classics c'era Simon Forster, un manager che già prima aveva diretto la collana Classics for Pleasure ed Eminence della EMI, e che nel giro di alcuni anni realizza un catalogo di importanti registrazioni.
Nel 1987 l'etichetta discografica Virgin Records viene acquisita da parte del gruppo EMI e con essa viene ceduto anche il comparto classico della Virgin Classics. I manager della EMI, visto l'eccezionale catalogo della Virgin Classics, decidono di mantenere in vita questa etichetta affiancandola alla EMI Classics.
Dal 1996 la presidenza viene data ad Alain Lanceron e la sede diventa Parigi .
Nel 2012 il comparto EMI Classics e Virgin Classics è ceduto alla Universal Music Group la quale a sua volta nel 2013 lo cede alla Warner Music Group. Nel luglio 2013 la Warner annuncia che il catalogo EMI Classics passerà alla Warner Classics mentre quello della Virgin Classics verrà assorbito all'interno del catalogo Erato .

### La serie Virgin Veritas
All'interno del catalogo della Virgin Classics è presente una collana discografica, la "Virgin Veritas", dedicata alle incisioni di musica antica e barocca eseguita da interpreti fedeli alla prassi esecutiva del tempo e le cui interpretazioni sono su strumenti originali dell'epoca.
In questa serie troviamo le incisioni di musica barocca di Fabio Biondi con l'Europa Galante, Andrew Parrott con il Taverner Consort and Players, Alan Curtis e il Complesso Barocco, l'Orchestra of the Age of Enlightenment. Sono anche presenti dischi di musica dei compositori del periodo classico e romantico eseguite da Roger Norrington con i London Classical Players.
In questa collana sono talvolta confluite registrazioni realizzate precedentemente dalla EMI nella serie "Reflexe". Tra gli interpreti più significativi in quest'ambito troviamo le prime incisioni di musica antica di Jordi Savall con l'Hespèrion XX e quelle di Hans-Martin Linde con il Linde Consort.